# East Dean (East Sussex)
East Dean – wieś w Anglii, w East Sussex. Leży 5,5 km od miasta Eastbourne, 18,9 km od miasta Lewes i 86,6 km od Londynu. W 1961 roku civil parish liczyła 937 mieszkańców. East Dean jest wspomniana w Domesday Book (1086) jako Esdene.